# Trifolium cinctum
Trifolium cinctum är en ärtväxtart som beskrevs av Dc.. Trifolium cinctum ingår i släktet klövrar, och familjen ärtväxter. Inga underarter finns listade i Catalogue of Life.